# Dami Im
Dami Im (hangul: 임다미; rr: Im Dami, Seul, Coreia do Sul, 17 de outubro de 1988) é uma cantautora e multi-instrumentista sul-coreio-australiana. Foi vencedora da quinta edição do The X Factor (Austrália) em 2012. Representou a Austrália no Festival Eurovisão da Canção 2016.

## Discografia

### Álbuns de estúdio
| Álbum              | Detalhes do Álbum                                                                                            | Melhores posições | Melhores posições | Vendas     | Certificações |
| Álbum              | Detalhes do Álbum                                                                                            | AUS               | KOR               | Vendas     | Certificações |
| ------------------ | --- | ----------------- | ----------------- | ---------- | ------------- |
| Dream              | - Lançamento: 2010 - Formato(s): CD, digital download - Gravadora(s): Independente                           | —                 | —                 |            |               |
| Dami Im            | - Lançamento: 15 de novembro de 2013 - Formato(s): CD, digital download - Gravadora(s): Sony Music Australia | 1                 | 9                 | - : 78.000 | - : Platina   |
| Heart Beats        | - Lançamento: 14 de outubro de 2014 - Formato(s): CD, digital download - Gravadora(s): Sony Music Australia  | 7                 | 32                | - : 35.000 | - : Ouro      |
| Classic Carpenters | - Lançamento: 22 de abril de 2016 - Formato(s): CD, digital download - Gravadora(s): Sony Music Australia    | 3                 | 23                | - : 40.000 | - : Ouro      |